# 江里口信常
江里口 信常（えりぐち のぶつね）は、戦国時代から安土桃山時代にかけての武将。龍造寺氏の家臣。龍造寺四天王の一人。江里口氏は元は肥前千葉氏の庶流であったが、千葉氏の衰退の結果、龍造寺氏に仕えて、その家臣となった。

## 略歴
はじめ鍋島信房に仕え、その弟の直茂が養子入り先の千葉家から実家に戻る際に、直茂に付けられた12名の家臣のうちの一人といわれる。江里山の麓に居住していたため、代々江里口氏を称している。
天正12年（1584年）、島津氏との戦い（沖田畷の戦い）で龍造寺隆信が戦死すると単身、味方と偽って敵陣に乗り込み、敵の総大将・島津家久の首を狙ったが、家久の左足を傷つけるに終わって総大将の首を討つには至らず、その場でなぶり殺しにされた。家久から「無双の剛の者」と賞賛され、一族がいれば召抱えたいと言わしめた。